# Auguste Couder

Louis-Charles-Auguste Couder (født 1. april 1789 i London, død 21. juli 1873 i Paris) var en fransk maler.
Couder, som var elev af David og Regnault, begyndte sin kunstnerbane med en ualmindelig lovende succes: Levitten fra Efraim (1817), med dens rammende karakteristik, vakte betydelige forventninger, som kunstneren senere dog kun delvis indfriede. Som Davidsk elev og en af denne skoles betydeligste repræsentanter var han med til at udsmykke Louvre, malede her mytologiske billeder til Apollogaleriet og dyrkede endvidere i sine staffelibilleder klassiske emner: Efterretning om sejren ved Marathon (1819), Cæsar 15. marts etc., arbejder holdt tæt op til lærerens forbillede og med stærk hang til konventionel patos. Senere udførte Couder historiske arbejder som Duchâtel redder Karl VII (museet i Rennes), Lionardo maler La belle Ferronière (1829), Kongernes tilbedelse (museet i Avignon) etc., og efter en rejse til München, hvor han satte sig ind i det nyere monumentale freskomaleri, freskomalerier i Saint-Germain-l'Auxerrois i Paris med mere, endvidere talrige værker til det nye Versaillesmuseum: Slaget ved Lauffeld (1836), Åbningen af rigsstænderne 1789 med mange interessante portrætter (1840), Eden i boldhuset (1848) med flere, samt portrætter. Han skrev Considérations sur le but moral des beaux-arts (1867).